# Bernard Hours (historien)
 (octobre 2017).
Pour les articles homonymes, voir Bernard Hours (homonymie).
Bernard Hours, né le 24 juin 1959, est un historien moderniste et un universitaire français. Il est professeur à l'université Jean-Moulin-Lyon-III depuis 1999.

## Biographie
Bernard Hours est le fils d'Henri Hours.[réf. nécessaire]
Ancien élève de l'École normale supérieure (1980), Bernard Hours est agrégé d'histoire (1982). 
Il soutient une thèse de doctorat en histoire moderne intitulée Le cloître, enjeu de représentations et de pouvoirs à l'époque moderne : l'exemple des Carmélites françaises sous la direction de Jacques Le Brun à l' École pratique des hautes études (Ve section) en 1991. 
Il enseigne au lycée de la Plaine de l'Ain , puis il est maître de conférences en histoire moderne à l'université de Savoie de 1992 à 1996, puis à l'université Jean-Moulin-Lyon-III de 1996 à 1999. Il présente en 1998 un mémoire d'habilitation universitaire, intitulé Versailles Saint-Denis. Un chemin d’histoire entre carmel et dévots, son garant est Yves-Marie Bercé. Il est promu professeur en 1999. 
Il dirige le laboratoire de recherche historique Rhône-Alpes (LARHRA) de 2011 à 2020. L'historienne d'art Sophie Raux lui succède en 2021.

## Publications
- Madame Louise, princesse au Carmel, Cerf, 1987, prix Constant-Dauguet de l'Académie française en 1988, 376 p.
- L'Église et la vie religieuse dans la France moderne, XVIe-XVIIIe siècle, Paris, Presses universitaires de France, 2000, 384 p.  (ISBN 978-2130482178)
- Louis XV et sa Cour. Le roi, l'étiquette et le courtisan : essai historique, Paris, Presses universitaires de France, coll. « Le nœud gordien », 2002, 302 p. (ISBN 2-13-051987-3, présentation en ligne), [présentation en ligne].
- La vertu et le secret : le dauphin, fils de Louis XV, Paris, Éditions Honoré Champion, coll. « Bibliothèque d'histoire moderne et contemporaine » (no 22), 2006, 408 p. (ISBN 2-7453-1437-8, présentation en ligne).
- Louis XV : un portrait, Toulouse, Privat, coll. « Histoire », 2009, 732 p. (ISBN 978-2-7089-6898-1).
- La France de Louis XV, Paris, Ellipses, coll. « Le monde, une histoire. Mondes modernes », 2011, 240 p. (ISBN 978-2-7298-6305-0).
- Histoire des ordres religieux, Paris, Presses universitaires de France, 2012, 127 p.  (ISBN 978-2130584216).
- Des moines dans la cité, XVIe-XVIIIe siècle, Belin, 2016, 334 p. (ISBN 978-2701176925)
- Jean-Baptiste de la Salle, un mystique en action, Salvator, 2019, 669 p. (ISBN 978-2706717635)